# Thỏa thuận Hoa Kỳ–Taliban
Hiệp định về mang lại hòa bình cho Afghanistan (tiếng Anh: Agreement for Bringing Peace to Afghanistan), thường được gọi là Thỏa thuận Hoa Kỳ–Taliban hay Hiệp định Doha, là một hiệp định hòa bình được Hoa Kỳ và Taliban ký kết vào ngày 29 tháng 2 năm 2020 tại Doha, Qatar, nhằm chấm dứt chiến tranh 2001–2021 tại Afghanistan. Nhà ngoại giao Hoa Kỳ Zalmay Khalilzad thương thảo hiệp định, và nó không liên quan đến chính phủ Afghanistan khi đó. Thỏa thuận này cũng có các phụ lục bí mật, là một trong những sự kiện quan trọng gây ra sự sụp đổ của Các lực lượng an ninh quốc gia Afghanistan (ANSF). Tuân thủ các điều kiện trong hiệp định, Hoa Kỳ giảm đáng kể số lượng các cuộc không kích của họ, khiến ANSF không còn một lợi thế quan trọng trong việc ngăn chặn Taliban. Điều này dẫn đến 'cảm giác bị bỏ rơi trong ANSF và người dân Afghanistan'. ANSF không được chuẩn bị tốt để duy trì an ninh sau khi Hoa Kỳ rút quân, điều này tạo điều kiện cho Taliban nổi dậy, cuối cùng dẫn đến việc Taliban tiếp quản Kabul vào ngày 15 tháng 8 năm 2021.
Hiệp định quy định các hạn chế về chiến đấu đối với cả Hoa Kỳ và Taliban, đồng thời quy định rút toàn bộ lực lượng NATO khỏi Afghanistan để đổi lấy các cam kết chống khủng bố của Taliban. Hoa Kỳ đồng ý giai đoạn đầu sẽ giảm số lượng quân từ 13.000 xuống 8.600 trong vòng 135 ngày (tức là trước tháng 7 năm 2020), sau đó là rút quân hoàn toàn trong vòng 14 tháng (tức là trước ngày 1 tháng 5 năm 2021) nếu Taliban giữ đúng cam kết. Hoa Kỳ cũng cam kết đóng cửa 5 căn cứ quân sự trong vòng 135 ngày, và bày tỏ ý định chấm dứt trừng phạt kinh tế đối với Taliban trước ngày 27 tháng 8 năm 2020. Thỏa thuận này được Pakistan, Trung Quốc, Nga và Ấn Độ hoan nghênh, và được Hội đồng Bảo an Liên Hợp Quốc nhất trí tán thành.
Tuy nhiên, các cuộc tấn công của quân nổi dậy chống lại các lực lượng an ninh Afghanistan gia tăng sau hiệp định, khiến hàng nghìn người thiệt mạng. Tuy nhiên, việc rút quân vẫn tiếp tục theo thỏa thuận. Đến tháng 1 năm 2021, chỉ còn 2.500 lính Hoa Kỳ ở lại quốc gia này, và lực lượng NATO sơ tán hoàn toàn vào cuối mùa hè cùng năm. Hoa Kỳ hoàn tất việc sơ tán toàn bộ vào ngày 30 tháng 8 năm 2021, trong khi Taliban dùng vũ lực để nắm quyền kiểm soát đất nước.

## Hiệp định

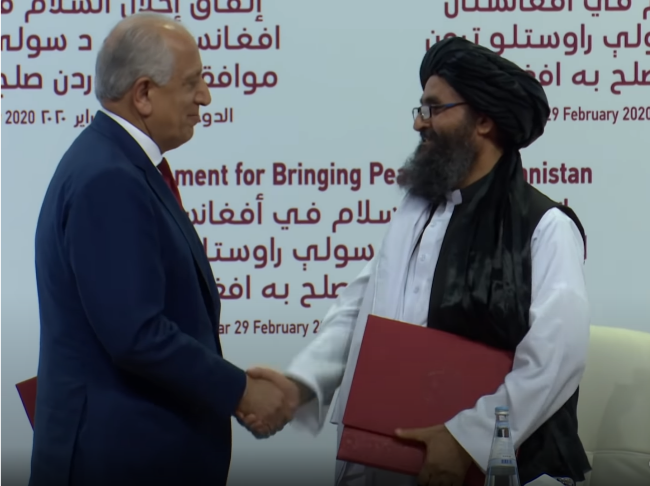
Zalmay Khalilzad và Abdul Ghani Baradar sau khi ký kết thoả thuận Hoa Kỳ–Taliban tại Doha, Qatar

Các cuộc đàm phán nội bộ Afghanistan dự kiến bắt đầu vào ngày 10 tháng 3 năm 2020 tại Oslo, Na Uy. Thành phần của nhóm đàm phán chính phủ Afghanistan chưa được xác định, vì kết quả của cuộc bầu cử tổng thống Afghanistan 2019 còn bị tranh chấp. Hiệp định yêu cầu chính phủ Afghanistan trả tự do cho 5.000 tù nhân Taliban trước khi bắt đầu cuộc đàm phán, trong một cuộc trao đổi tù binh để đổi lấy 1.000 binh sĩ chính phủ bị Taliban giam giữ.
Các điều khoản của thỏa thuận bao gồm rút toàn bộ quân NATO khỏi Afghanistan, Taliban cam kết ngăn chặn al-Qaeda hoạt động tại các khu vực nằm dưới quyền kiểm soát của Taliban, và tổ chức các cuộc đàm phán giữa Taliban và chính phủ Afghanistan. Hoa Kỳ đồng ý đợt cắt giảm ban đầu lực lượng của mình từ 13.000 xuống 8.600 vào tháng 7 năm 2020, sau đó là rút quân hoàn toàn trong vòng 14 tháng nếu Taliban giữ đúng cam kết. Tổng thư ký NATO Jens Stoltenberg cam kết sẽ giảm quân số của NATO xuống còn khoảng 12.000 từ khoảng 16.000 quân. Hoa Kỳ cũng cam kết đóng cửa 5 căn cứ quân sự trong vòng 135 ngày, và bày tỏ ý định chấm dứt các lệnh trừng phạt kinh tế đối với Taliban trước ngày 27 tháng 8 năm 2020.

## Đối thoại và đàm phán nội bộ Afghanistan
Thỏa thuận Hoa Kỳ–Taliban kêu gọi đối thoại và đàm phán nội bộ Afghanistan về "một lệnh ngừng bắn lâu dài và toàn diện" bắt đầu vào ngày 10 tháng 3. Chính phủ Afghanistan không phải là một bên trong thỏa thuận Hoa Kỳ-Taliban và đến ngày 1 tháng 3, Tổng thống Afghanistan Ashraf Ghani từ chối trao đổi tù binh, nói rằng: "Chính phủ Afghanistan không đưa ra cam kết phóng thích 5.000 tù nhân Taliban. [...] Việc thả tù binh không phải là thẩm quyền của Hoa Kỳ, mà là thẩm quyền của chính phủ Afghanistan." Ghani cũng tuyên bố rằng bất kỳ cuộc trao đổi tù binh nào cũng "không thể là điều kiện tiên quyết cho các cuộc đàm phán", mà phải là một phần của cuộc đàm phán. Vào ngày 2 tháng 3, một phát ngôn viên của Taliban tuyên bố rằng họ "hoàn toàn sẵn sàng" cho các cuộc đàm phán nội bộ Afghanistan, nhưng sẽ không có cuộc đàm phán nào nếu khoảng 5.000 tù nhân của họ không được thả ra. Ông cũng nói rằng thời gian giảm bạo lực theo thỏa thuận đã kết thúc và các hoạt động chống lại lực lượng chính phủ Afghanistan có thể lại tiếp tục.
Tuy nhiên, các cuộc đàm phán giữa chính phủ Afghanistan và Taliban về việc thả tù nhân vẫn bắt đầu như dự kiến vào ngày 10 tháng 3 năm 2020. Trong cùng ngày, Ghani cũng ký sắc lệnh thả 1.500 tù nhân Taliban vào ngày 14 tháng 3, nhưng chỉ khi họ đồng ý ký vào cam kết cam đoan họ sẽ không quay lại chiến trường. Cùng ngày, Hoa Kỳ bắt đầu rút một số binh sĩ. Mặc dù các điều khoản của hiệp định hòa bình được Hội đồng Bảo an Liên Hợp Quốc nhất trí ủng hộ, các nguồn tin thân cận với Taliban, bao gồm cả người phát ngôn của Taliban Suhail Shaheen, sau đó thông báo rằng nhóm này đã bác bỏ sắc lệnh trao đổi tù nhân của Ghani và vẫn nhất quyết yêu cầu thả 5.000 tù nhân Taliban. Vào ngày 14 tháng 3 năm 2020, phát ngôn viên của Hội đồng An ninh Quốc gia là Javid Faisal tuyên bố rằng Ghani đã trì hoãn việc thả tù nhân Taliban, dẫn lý do cần phải xét lại danh sách tù nhân, do đó gây nguy hiểm cho hiệp định hòa bình giữa chính phủ Hoa Kỳ và Taliban.
Ngày 27 tháng 3 năm 2020, chính phủ Afghanistan tuyên bố thành lập nhóm đàm phán gồm 21 thành viên để tham gia các cuộc đàm phán hòa bình. Tuy nhiên, vào ngày 29 tháng 3, Taliban từ chối nhóm này, nói rằng "chúng tôi sẽ chỉ ngồi đàm phán với một nhóm đàm phán tuân thủ các hiệp định của chúng tôi và được thành lập theo các nguyên tắc đã đặt ra." Đến ngày 31 tháng 3 năm 2020, một phái đoàn Taliban gồm ba người đến Kabul để thảo luận về việc thả tù nhân. Họ là các đại biểu Taliban đầu tiên đến thăm Kabul kể từ năm 2001. Chính phủ Afghanistan trước đó cũng đồng ý tổ chức các cuộc đàm phán tại nhà tù Bagram. Tuy nhiên, cùng ngày, chính phủ Afghanistan thông báo rằng việc Taliban từ chối đồng ý một lệnh ngừng bắn khác và việc phái đoàn Taliban từ chối có mặt tại nhà tù vào thời gian đã định đều đã dẫn đến hoãn lại việc trao đổi tù nhân. Sau khi phái đoàn Taliban xuất hiện, một quan chức cấp cao của chính phủ Afghanistan nói với Reuters "việc thả tù nhân có thể diễn ra trong vài ngày tới nếu mọi việc diễn ra theo đúng kế hoạch."
Ngày 31 tháng 3 năm 2020, Hội đồng Bảo an Liên Hợp Quốc kêu gọi tất cả các bên tham chiến tuyên bố lệnh ngừng bắn để tiến trình hòa bình tiến triển hơn nữa. Vào ngày 1 tháng 4 năm 2020, có thông tin tiết lộ rằng cả Taliban và chính phủ Afghanistan trên thực tế đã tổ chức các cuộc đàm phán trực tiếp tại Kabul vào ngày hôm trước, không giống như các cuộc đàm phán hội nghị video trước đó và chúng được Ủy ban Chữ thập đỏ quốc tế (ICRC) giám sát. Tuy nhiên, Văn phòng Hội đồng An ninh Quốc gia Afghanistan tuyên bố rằng tiến bộ duy nhất đạt được cho đến nay là "về các vấn đề kỹ thuật" và người phát ngôn của Taliban Zabihullah Mujahid sau đó tuyên bố "sẽ không có cuộc đàm phán chính trị nào ở đó." Bên ngoài cuộc đàm phán, căng thẳng giữa chính phủ Afghanistan và Taliban còn bộc lộ khi chính quyền Afghanistan đổ lỗi cho Taliban về vụ nổ ngày 1 tháng 4 năm 2020 khiến nhiều trẻ em thiệt mạng tại Helmand. Vào ngày đàm phán thứ hai, có sự thống nhất rằng vào ngày 2 tháng 4 năm 2020, có 100 tù nhân Taliban sẽ được trả tự do để đổi lấy 20 quân nhân Afghanistan.
Vào ngày 7 tháng 4 năm 2020, Taliban rời khỏi các cuộc đàm phán trao đổi tù nhân, người phát ngôn của Taliban Suhail Shaheen mô tả chúng là "không có kết quả". Shaheen cũng tuyên bố trong một tweet rằng nhóm đàm phán của Taliban được triệu hồi khỏi Kabul vài giờ sau khi rời khỏi cuộc đàm phán. Taliban cũng không đảm bảo được việc thả bất kỳ ai trong số 15 chỉ huy mà họ yêu cầu trả tự do. Những tranh cãi về việc tù nhân nào được trao đổi cũng dẫn đến chậm trễ trong việc trao đổi tù nhân theo kế hoạch. Ngày hôm sau, Faisal khẳng định chỉ có 100 tù nhân Taliban sẽ được thả. Faisal sau đó tuyên bố rằng 100 tù nhân bị giam giữ tại Bagram đã được thả. Taliban từ chối xác minh những thông tin được công bố này, một phần là do việc Taliban rút khỏi Kabul đã ngăn cản "đội ngũ kỹ thuật" của họ xác minh danh tính tù nhân. Do chỉ có chính phủ Afghanistan xác định tù nhân nào được thả nên cũng không thể xác nhận liệu họ có nằm trong danh sách ưu tiên của Taliban hay không.
Vào ngày 17 tháng 5 năm 2020, Ghani đã ký một thỏa thuận chia sẻ quyền lực với đối thủ Abdullah Abdullah, chấm dứt tranh chấp kéo dài về kết quả của bầu cử tổng thống Afghanistan năm 2019 và giao trách nhiệm đàm phán hòa bình cho Abdullah.
Đến tháng 8 năm 2020, chính phủ Afghanistan thả 5.100 tù nhân, và Taliban thả 1.000 người. Tuy nhiên, chính phủ Afghanistan từ chối thả 400 tù nhân trong danh sách của Taliban, vì 400 người đó bị cáo buộc phạm tội nghiêm trọng. Ghani tuyên bố rằng theo hiến pháp ông không có thẩm quyền trả tự do cho những tù nhân này, vì vậy ông triệu tập "loya jirga" (hội đồng thủ lĩnh) từ ngày 7 đến ngày 9 tháng 8 để thảo luận về vấn đề này. Jirga đồng ý trả tự do cho 400 tù nhân còn lại.
Vào ngày 14 tháng 8 năm 2020, một trong 21 thành viên của nhóm đàm phán Afghanistan, là Fawzia Koofi và chị gái bà Maryam Koofi bị các tay súng tấn công gần Kabul. Fawzia Koofi là một nhà hoạt động nhân quyền nổi tiếng tại Afghanistan, là người hay lên tiếng tố cáo Taliban.
Các quan chức Taliban cáo buộc chính phủ Afghanistan cố tình trì hoãn thả 100 tù nhân Taliban nhằm cản trở các cuộc đàm phán. Chính phủ Afghanistan phủ nhận những tuyên bố này, nhấn mạnh rằng tất cả tù nhân Taliban đã được trả tự do.
Tính đến tháng 9 năm 2020, chính phủ Afghanistan đã trả tự do cho khoảng 5.000 tù nhân Taliban sau yêu cầu từ chính quyền Trump. Một nhóm hòa giải của chính phủ vẫn sẵn sàng tới Doha để đàm phán với Taliban, nhưng sự trì hoãn vẫn tiếp diễn.

## Nối lại cuộc nổi dậy
Sau khi ký kết thỏa thuận Hoa Kỳ-Taliban vào ngày 29 tháng 2 năm 2020, các cuộc tấn công nổi dậy chống lại Lực lượng an ninh Afghanistan tăng lên. Taliban nối lại các hoạt động tấn công chống lại quân đội và cảnh sát Afghanistan vào ngày 3 tháng 3 năm 2020, tiến hành các cuộc tấn công tại các tỉnh Kunduz và Helmand. Ngày 4 tháng 3, Hoa Kỳ tiến hành không kích các tay súng Taliban tại tỉnh Helmand.
Tuy nhiên, sau thỏa thuận này Hoa Kỳ đã ngừng hỗ trợ quân đội Afghanistan trong các hoạt động tấn công, buộc lực lượng này phải đảm nhiệm hầu hết các vị trí phòng thủ trên khắp đất nước. Theo thỏa thuận, máy bay quân sự Hoa Kỳ không thể tấn công các nhóm Taliban đang chờ cách đó trên 500 mét, giúp Taliban có lợi thế trong việc nhắm mục tiêu vào các đơn vị quân đội Afghanistan. Hiệp định này cũng làm trầm trọng thêm tinh thần của quân đội và cảnh sát Afghanistan, khiến họ cởi mở hơn trong việc chấp nhận thương lượng với Taliban. Do thiếu thông tin và các phụ lục bí mật trong thỏa thuận, là điều thậm chí không được chia sẻ với chính phủ Afghanistan khi đó, Taliban đã có thể tuyên truyền và đưa thông tin sai lệch về thỏa thuận, bao gồm cả việc thuyết phục cảnh sát địa phương và các đơn vị quân đội rằng Hoa Kỳ đã giao các vùng lãnh thổ cho Taliban và họ nên từ bỏ vị trí của mình.
Trong 45 ngày sau hiệp định (từ 1/3 đến 15/4/2020), Taliban tiến hành hơn 4.500 cuộc tấn công tại Afghanistan, tăng hơn 70% so với cùng kỳ năm trước. Hơn 900 binh sĩ lực lượng an ninh Afghanistan thiệt mạng trong giai đoạn này, tăng so với khoảng 520 người cùng kỳ năm trước. Trong khi đó, do số lượng các cuộc tấn công và không kích của lực lượng Afghanistan và Mỹ chống lại Taliban giảm đáng kể, thương vong của Taliban giảm xuống còn 610 trong cùng kỳ, giảm từ khoảng 1.660 trong cùng kỳ năm trước. Người phát ngôn của Lầu Năm Góc là Jonathan Hoffman nói rằng mặc dù Taliban ngừng tiến hành các cuộc tấn công chống lại lực lượng liên minh do Mỹ lãnh đạo tại Afghanistan, bạo lực vẫn "cao đến mức không thể chấp nhận được" và "không có lợi cho một giải pháp ngoại giao." Ông nói thêm: "Chúng tôi đã tiếp tục thực hiện các cuộc tấn công phòng thủ để giúp bảo vệ các đối tác của chúng tôi trong khu vực và chúng tôi sẽ tiếp tục làm điều đó."
Vào ngày 22 tháng 6 năm 2020, Afghanistan báo cáo "tuần đẫm máu nhất trong 19 năm", trong đó 291 thành viên ANSF thiệt mạng và 550 người khác bị thương trong 422 cuộc tấn công do Taliban thực hiện. Ít nhất 42 thường dân, bao gồm cả phụ nữ và trẻ em, cũng thiệt mạng và 105 người khác bị thương do Taliban trên khắp 18 tỉnh. Trong tuần, Taliban bắt cóc 60 thường dân trong tỉnh miền trung Daykundi.

## Lực lượng NATO rút lui
Hiệp định Hoa Kỳ-Taliban cũng quy đinh việc rút khỏi Afghanistan của "tất cả các lực lượng quân sự của Hoa Kỳ, các đồng minh của họ, và các đối tác của Liên minh, bao gồm tất cả các nhân viên dân sự phi ngoại giao, nhà thầu an ninh tư nhân, người huấn luyện, người cố vấn và nhân viên dịch vụ hỗ trợ". Chính quyền Donald Trump đồng ý mức giảm ban đầu quân đội Mỹ ở Afghanistan từ 13.000 xuống 8.600 trong vòng 135 ngày (tức là trước tháng 7 năm 2020), sau đó là rút quân hoàn toàn trong vòng 14 tháng (tức là trước ngày 1 tháng 5 năm 2021), nếu Taliban giữ đúng cam kết của họ. Tổng thư ký NATO Jens Stoltenberg cam kết sẽ giảm quân số của NATO xuống còn khoảng 12.000 từ khoảng 16.000 quân. Hoa Kỳ cũng cam kết đóng cửa 5 căn cứ quân sự trong vòng 135 ngày. Vào ngày 10 tháng 3 năm 2020, Hoa Kỳ bắt đầu rút một số binh sĩ.
Vào ngày 1 tháng 7 năm 2020, Ủy ban Quân vụ Hạ viện Hoa Kỳ bỏ phiếu áp đảo ủng hộ việc sửa đổi Đạo luật Ủy quyền Quốc phòng để hạn chế khả năng của Tổng thống Trump trong việc rút quân đội Hoa Kỳ khỏi Afghanistan xuống dưới mức 8.600 đã thực hiện xong.
Vào ngày 20 tháng 1 năm 2021, tại thời điểm buổi lễ nhậm chức của Joe Biden, có 2.500 lính Mỹ vẫn còn ở Afghanistan. Cố vấn an ninh quốc gia của Biden là Jake Sullivan nói rằng chính quyền sẽ xem xét lại hiệp định rút quân. Vào ngày 14 tháng 4 năm 2021, chính quyền Biden cho biết Hoa Kỳ sẽ không rút số binh sĩ còn lại trước ngày 1 tháng 5 mà sẽ rút họ trước ngày 11 tháng 9. Vào ngày 8 tháng 7, Biden chỉ định mốc rút quân của Hoa Kỳ là 31 tháng 8.
Các lực lượng phương Tây khác tự đặt ra thời gian rút lui. Đức và Ý rút quân khỏi Afghanistan vào ngày 2 tháng 7 năm 2021. Úc hoàn tất việc rút quân vào ngày 15 tháng 7. Chuyến bay cuối cùng của Anh diễn ra vào ngày 28 tháng 8.
Trong suốt tháng 8 năm 2021, Taliban nhanh chóng nắm quyền kiểm soát đất nước bằng vũ lực. Số lính Mỹ còn lại được rút trước ngày 30 tháng 8 năm 2021.